# Charles Ponsonailhe
Charles Ponsonailhe est un écrivain et critique d'art français, né à Pézenas le 24 février 1855, mort à Servian le 3 octobre 1915.

## Biographie

### Études
Élève aux collèges de Pézenas et de Sorèze, il étudie ensuite le droit à l'Université de Toulouse, et y soutient le 13 mars 1879 une thèse de doctorat sur la propriété artistique. Reçu avocat au Barreau de Paris, il délaisse rapidement la robe pour sa consacrer intégralement à la littérature d'art.

### Carrière littéraire
Arsène Houssaye l'accueille alors à la revue L'Artiste, et lui confie la rédaction du Salon où il publie plusieurs articles. En parallèle, il s'attelle à l'écriture d'une belle biographie du peintre montpelliérain Sébastien Bourdon, qui paraît en 1883.
Journaliste, il écrit dans plusieurs grands journaux et revues parisiens : La Grande Revue de Paris et Saint Pétersbourg, Le Gaulois, La Nouvelle Revue, Le Correspondant, La Gazette de France, L'Art français, L'Illustration, la Revue illustrée, où il étudie surtout les œuvres artistiques dans leurs rapports avec l'histoire ou la littérature, ou traite de sujets historiques ayant quelque relation avec l'art. Il continue aussi la publication de nombreux ouvrages qui consacrent son renom.
En 1889, il publie Les Artistes scandinaves à Paris, promeut le pleinairisme nordique et la manière dont la lumière est mise en valeur dans leurs œuvres. 
Vers 1904, il fonde en collaboration une revue militaire, Patria ; après plusieurs numéros et un vif succès, la revue s'arrête brusquement à la suite de querelles internes.
Conférencier, il présente notamment, chaque année, au Congrès des Sociétés des Beaux-Arts à Paris, une étude sur une œuvre, un personnage, un monument, de l'Hérault, voire de Pézenas. Favorable à la création d’une inspection des Beaux-Arts, il œuvre largement pour la mise en valeur et la protection du patrimoine.Le Ministère des Beaux-Arts lui confie d'ailleurs la rédaction de rapports sur les Musées et les collections du département dans le cadre de l’Inventaire général des richesses d’art de la France.
Il consacre les dernières années de sa vie à sa collaboration au quotidien montpelliérain l'Éclair, dont il est l'un des correspondants parisiens, auquel il adresse chaque semaine une chronique.
Membre correspondant de la Société archéologique, scientifique et littéraire de Béziers, membre de l'Académie des sciences et lettres de Montpellier, correspondant du Comité des Sociétés des Beaux-Arts des départements à Béziers, il est décoré des insignes d'officier de l'Instruction publique par arrêté du 4 avril 1902.

### Pézenas
Il résidait à Paris ou à Pézenas, en particulier à sa campagne de Saint Julien où il rapporta en 1894 le bloc du Chien qui ronge l’os . 
Très attachée à sa ville natale, il fut l'un des artisans du succès, à Paris, du Comité moliériste piscénois, pour lequel il collecta, pendant plusieurs années, des fonds en vue de l'érection du Monument à Molière (1897).

## Œuvres principales

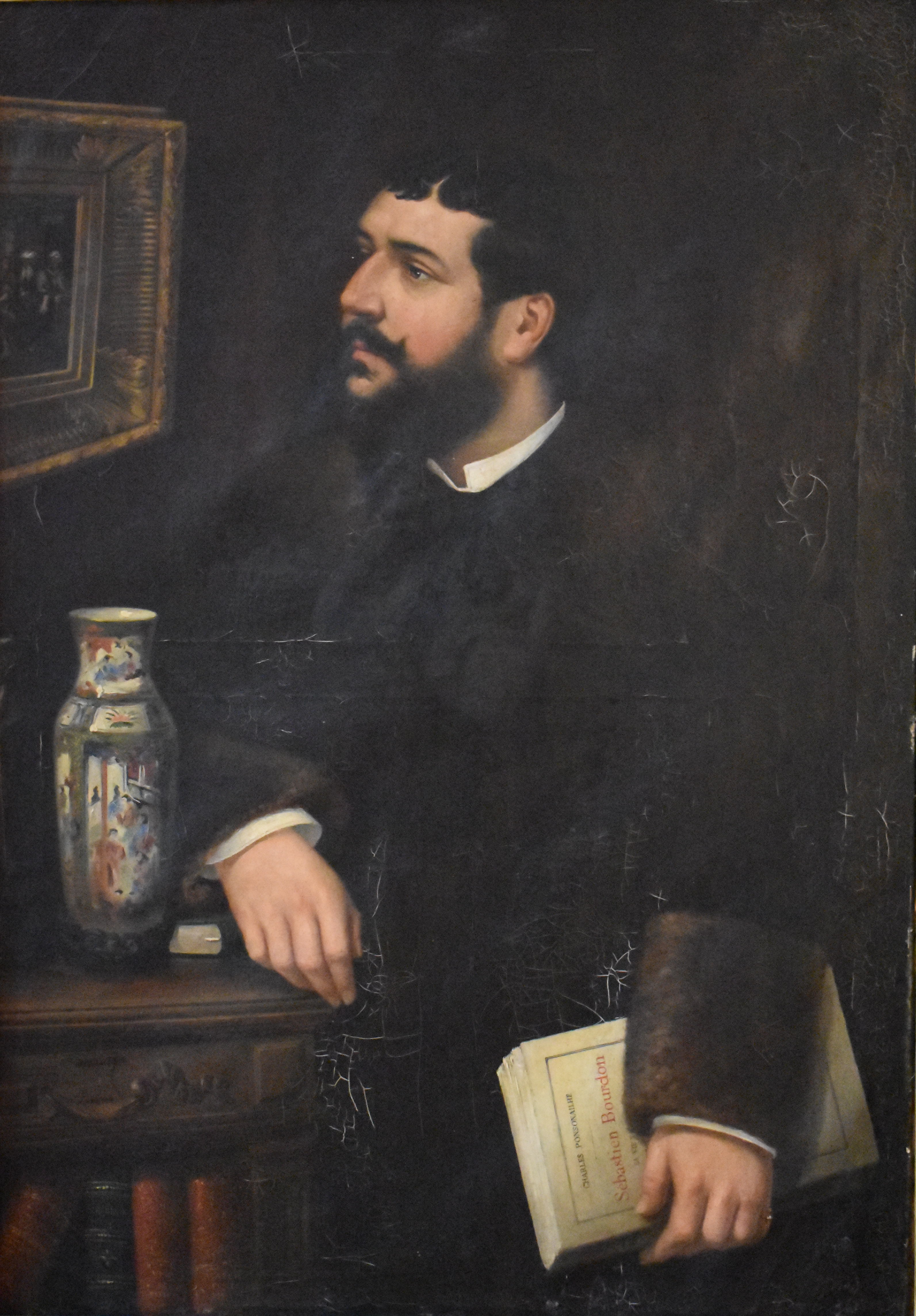
Portrait de Charles Ponsonailhe, par Frère Marie Yvien en 1884 (Musée de Vulliod Saint-Germain).

- Portrait de Charles Ponsonailhe, par Frère Marie Yvien en 1884 (Musée de Vulliod Saint-Germain).Sébastien Bourdon, sa vie et son œuvre, d'après des documents inédits, tirés des archives de Montpellier (1883, 1886)
- Jean-Antoine Injalbert : L'artiste et l'œuvre (monographie illustrée), Paris, éditions Ernest Flammarion, 1892, 104 p., in-8° (lire en ligne).
- Les Artistes scandinaves à Paris. Précédé d'une étude générale sur l'art étranger à l'Exposition universelle de 1889 (1889)
- L'Année française : un héros par jour[14] (1893)
- Les Cent chefs-d'œuvre de l'art religieux. Les peintres interprétant l'Évangile (1895)
- Les Saints, par les grands maîtres, hagiographie et iconographie du saint de chaque jour (1897, 1902)
- préface de Une Ville d'États : Pézenas aux XVIe et XVIIe siècles, de Paul-Albert Alliès[15] (1908)

## Sources
- Recherches aux Archives départementales de l'Hérault
- Nécrologie dans L'Écho de l'Hérault (9 octobre 1915), L'Éclair (5 et 6 octobre 1915), Le Petit méridional (6 octobre 1915)